# كونراد نيدويديزكي
كونراد نيدويديزكي (بالبولندية: Konrad Niedźwiedzki)‏ هو متزلج سريع بولندي، ولد في 2 يناير 1985 في وارسو في بولندا.

## وصلات خارجية
- الموقع الرسمي
- كونراد نيدويديزكي على موقع SpeedSkatingBase.eu (الإنجليزية)
- كونراد نيدويديزكي على موقع SpeedSkatingNews.info (الإنجليزية)
- كونراد نيدويديزكي على موقع SpeedSkatingStats.com (الإنجليزية)
- كونراد نيدويديزكي على موقع اللجنة الأولمبية الدولية (الإنجليزية)
- كونراد نيدويديزكي على موقع أوليمبيديا (الإنجليزية)
- كونراد نيدويديزكي على موقع اللجنة الأولمبية البولندية (مؤرشف) (البولندية)